# Ocosia fasciata
Ocosia fasciata is een straalvinnige vissensoort uit de familie van napoleonvissen (Tetrarogidae). De wetenschappelijke naam van de soort is voor het eerst geldig gepubliceerd in 1943 door Matsubara.